# Club 44
Le Club 44 est un centre de conférences, de débats et de rencontres, fondé en 1944 à La Chaux-de-Fonds. Il est installé depuis 1957 à la rue de la Serre 64.

## Histoire
Le Club 44 a été fondé par l'industriel chaux-de-fonnier Georges Braunschweig (1892-1975) en 1944, entre la Conférence de Yalta et la fin de la Seconde Guerre mondiale. Par cette initiative privée, Georges Braunschweig avait pour but de créer un espace de réflexions et de débats sur les changements et les défis du monde contemporain. En ouvrant ce centre de conférences, il entendait également offrir aux habitants de la région la possibilité d'avoir accès à une information objective sur le monde,.
L'année 1944 fut consacrée à la rédaction des statuts et des buts du club. Un comité de quinze membres fondateurs fut réuni. L'assemblée constituante, grâce aux efforts de recrutement, compte 167 adhésions. Le projet démarre avec des conférences organisées le jeudi soir auxquelles seuls les membres ont accès. Pour la première conférence, Georges Braunschweig, président du comité, réussit à convaincre William Rappard de donner un exposé sur le thème « La Suisse dans le monde de demain ». Les premières conférences ont lieu dans un local du Nouveau Cercle que loue le Club 44, à l'Avenue Léopold-Robert 36 à La Chaux-de-Fonds.
Les relations de Georges Braunschweig avec le comité des Rencontres internationales de Genève, fondées en 1945 sur le même principe que le Club 44, permettent d'inviter des personnalités de premier plan faisant notamment partie de l'intelligentsia française. Les conférenciers donnent un rayonnement national et international au Club.
Le nombre de membres augmente rapidement et les conférences du jeudi soir sont de plus en plus fréquentées, si bien qu'en 1955 se pose la question de l'avenir du Club 44 : les locaux deviennent trop exigus (on compte environ 1 000 membres) et le financement est uniquement supporté par la Fondation Portescap.
En 1975, à la mort de son fondateur, le Club 44 compte environ 1 500 membres. La Fondation Portescap conserve un tiers du financement du Club à sa charge, les cotisations des membres constituent un autre tiers, et le dernier tiers provient de financements extérieurs, publics ou privés. Le fils de Georges, Philippe Braunschweig, reprend la présidence, mais la difficulté de trouver des conférenciers de haut niveau et d'organiser des événements attirant le regard des médias oblige le nouveau président à trouver une nouvelle dynamique. Un premier symposium de trois jours sur la chronogénie, intitulé "L'aménagement du temps", a lieu en septembre 1978. Le succès du colloque auprès des médias, du public et de la Ville encourage les organisateurs à mettre sur pied un autre événement du même type trois ans plus tard : « XXe siècle, le public, la danse ».
En 1983, Philippe Braunschweig démissionne de son poste de président. La Fondation Portescap cesse son soutien au Club dès 1984, au moment où l'entreprise connaît quelques difficultés avec l'arrivée du quartz. Le Club 44 devient alors une association à but non lucratif, ouverte à tous et financée par les pouvoirs publics, par des institutions telles que la Loterie Romande ou Pro Helvetia, par des sponsors, par les membres et les entrées payantes aux activités,.

### Le Club 44 et les femmes
Héritier de la tradition des clubs constitués uniquement de membres masculins, le statut de membre, et par conséquent les conférences du jeudi, se sont pas ouverts aux femmes jusqu'en 1971. Les femmes seront d'abord admises aux conférences du lundi soir, organisées dès 1957, mais elles n'ont pas la possibilité de devenir membre. C'est en 1971 que leur admission est entérinée lors de l'Assemblée générale extraordinaire de décembre 1970, avec effet au 1er janvier 1971, « avec pour condition expresse que la qualité n'en pâtisse pas »,. La question aura suscité de nombreux débats et seule une voix d'écart fait pencher la décision,.
Georges Braunschweig ne souhaitait pas que le club soit élitiste et réservé à la seule bourgeoisie de l'époque. Ainsi, lors de l'Assemblée générale de 1971, il précise ceci : « Aussi longtemps qu'il ne s'agit que d'hommes, il n'y a pas de problèmes: ils ont tous le même costume et rien ne les différencie extérieurement. Mais une dame qui ne s'occupe que de sa toilette et de sa beauté aura une autre apparence et paraîtra souvent beaucoup plus jeune qu'une femme qui travaille toute la journée. Si donc des hommes de condition différente se rencontrent avec leurs femmes, il en résultera forcément des frictions. C'est précisément ce que nous avons voulu éviter ».
De façon contradictoire donc, cette décision semble motivée par le fait que le centre de conférence doit rester un lieu ouvert et accessible à tous. Mais les changements que la société connaît depuis la Deuxième guerre mondiale, et notamment l'émancipation des femmes, rendent dépassées les raisons premières du refus des femmes. Georges Braunschweig dira lors de l'Assemblée générale de juin 1971 que « la condition féminine a évolué de telle façon que ce serait donner une image rétrograde du club que de continuer à leur en interdire l'accès ». De plus, la baisse de fréquentation que connaissent les conférences du jeudi vers la fin des années 1960 justifie cette démarche qui vise également à attirer un public nouveau et plus jeune. Cette décision amène le Club 44 à s'apparenter à un centre culturel plutôt qu'à un cercle.

## Activités
À ses débuts, le Club 44 n'organisait qu'une seule conférence par semaine : le jeudi soir. Durant les dix premières années du Club 44, Georges Braunschweig utilise son réseau pour persuader des personnalités de se rendre à La Chaux-de-Fonds. Trois personnes seront ensuite engagées directement à Paris afin d'approcher les personnalités ; cette pratique s'arrête en 1965. Le cahier d'adresse du délégué culturel joue également un rôle essentiel dans l'approche des futurs conférenciers. Bien souvent, une demande personnelle est faite avant que toute démarche officielle de la part du Club soit entreprise. Le cachet est relativement restreint et c'est souvent l'originalité de la formule du Club 44 qui suffit à convaincre les conférenciers,.
Rapidement, le Club 44 acquiert une certaine réputation. D'une part, les débats ont la réputation d'être nourris et d'un niveau élevé ; les conférenciers participent à ce rayonnement en parlant autour d'eux de leur expérience. D'autre part, le haut niveau des conférences proposées consolide cette réputation. Pour Georges Braunschweig « les personnalités doivent représenter les principaux domaines de l'information et de la culture : politique, économie, sociologie, philosophie, science, technique, etc. Ces personnalités doivent être pour une part des vedettes, à condition qu'elles aient quelque chose à dire, et pour une autre part des hommes peut-être peu connus du public mais qui représentent les forces montantes dans les domaines cités ci-dessus ».
Le déménagement dans les nouveaux locaux, rue de la Serre 64, permet de diversifier les activités du club. Ainsi, Gaston Benoît, délégué culturel engagé à temps partiel dès 1954, met en place les éléments suivants,, :
- Les séances du lundi, consacrées aux loisirs, à la culture et aux voyages.
- Les séances du mercredi, mises en place dès 1965 et où sont proposés des films d'art.
- Les séances du samedi, permettant de découvrir différentes musiques du monde.
- Une galerie d'art, mise en place au début des années 1970[15]. Celle-ci est abandonnée dans les années 1980, notamment en raison des coûts engendrés[16]. Cependant, un espace d'expositions temporaires sera maintenu, permettant aux artistes de se faire connaître.

Le Club 44 organise toujours ses traditionnelles conférences du jeudi soir auxquelles s'ajoutent des débats, des tables rondes, des rencontres et des expositions. Ces dernières se déroulent aujourd'hui dans un espace plus restreint que la galerie d'art initiée par Gaston Benoît. L'agenda des activités peut être consulté sur le site internet du Club 44.

### Conférences du jeudi soir
Le Club 44 est né avec les conférences du jeudi et ce fut d'ailleurs son activité principale jusqu'en 1957. Dès les débuts, les conférences sont prévues ainsi : un intervenant unique prenant la parole pour une heure d'exposé environ, suivi d'une heure de discussion libre avec le public. Avec le temps, les conférences ont gardé cette structure bipartite afin de favoriser les échanges entre l'invité et la salle, dans le même esprit que celui prôné par Georges Braunschweig.
À l'origine, la soirée du jeudi était plutôt consacrée aux questions internationales et aux derniers progrès scientifiques et technologiques. Mais rapidement, les sujets se sont diversifiés, abordant l'actualité régionale et nationale. « Les jeudis du Club offrent la possibilité de passer une soirée en contact direct avec les personnalités, et cela dans des domaines très divers: ils sont un moyen d'information sur ce qui se passe dans le monde moderne ».

### Les soirées du lundi
Les soirées du lundi sont créées dès 1957 par le délégué culturel Gaston Benoît afin de diversifier les activités du Club 44. Les thèmes abordés le lundi sont l'histoire, la culture, la littérature et la musique. Certaines conférences du jeudi y sont parfois rediffusées, un moyen d'intégrer les épouses des membres, en quelque sorte, puisqu'elles ne sont admises que le lundi. C'est d'ailleurs principalement aux femmes que s'adressent ces soirées, dont les sujets « sont tout aussi intéressants mais moins ambitieux ».

### Les soirées du mercredi
Organisées dès 1970, les soirées du mercredi sont tout d'abord consacrées à l'audition de disques. Ces soirées seront ensuite réservées à des sujets d'art contemporain : cinéma d'avant-garde, entretiens avec des écrivains suisses, créations musicales, conférences-débats sur l'art contemporain, etc.

### Personnalités venues au Club 44
Liste non exhaustive de personnalités venues, une ou plusieurs fois, donner une conférence ou ayant participé à une activité du Club 44 :
- François Mitterrand en 1958, alors qu'il n'était pas encore Président de la République.
- Jean-Paul Sartre en 1959 (« Pourquoi des philosophes? »).
- Gottlieb Duttweiler, fondateur de Migros, en 1959 (« Production et distribution des biens de consommation »).
- Denis de Rougemont en 1963 (« La culture occidentale et les civilisations extra-européennes ») et en 1978 (« L'avenir est notre "à faire" »).
- Jean Piaget en 1968 (« Mémoire et intelligence chez l'enfant »).
- Herman Braun-Vega en 1969 inaugure la nouvelle galerie d'art[22].
- Nicolas Bouvier, écrivain et voyageur, en 1969 (« Découvrir le Japon »), en 1986, en 1992 et en 1997.
- Jean Starobinski en 1970 (« Les orientations actuelles de la critique »).
- Jean Ziegler, notamment en 1970, 2008 et 2012.
- Anne-Lise Grobéty, écrivaine suisse, en 1971.
- Charles Thomann a donné deux conférences sur l'histoire de Neuchâtel, en 1971 et en 1995.
- Léon Zitrone en 1974 (« L'information et la télévision »).
- Franz Weber en 1976, sur son livre « Des montagnes à soulever ».
- Jacques Attali en 2009 (« La crise et après? Quelques propositions pour que l'on ne nous y reprenne plus »).
- Anne Nivat en 2010 (« Guerres d'Irak, Afghanistan et Tchétchénie: comment couvrir ces nouvelles croisades ? »).
- Edwy Plenel en 2010 (« L'indépendance des médias aujourd'hui »).
- Raphaël Enthoven en 2012 (« Les merveilles de l'ordinaire. Analyse et amour des objets de consommation courante »).
- Jean-Pierre Coffe en 2014 (« Manger à un prix juste est-ce encore possible? »).
- Aurélien Barrau en 2022 (« La catastrophe écologique comme catalyseur révolutionnaire »)[23].

### Le 44 (1950-1954)
Sur une initiative de Jean-Marie Nussbaum, rédacteur au journal L'Impartial, le Club 44 fait paraître, de 1950 à 1954, une publication intitulée Le 44. Elle présente les conférenciers et les sujets développés, annonce les manifestations et permet de faire un lien entre les activités du club et les membres. Dix numéros par an sont prévus, mais seuls 23 numéros paraissent finalement durant les quatre ans d'existence de cette publication,. Le 44 cesse d'exister avec la démission de Jean-Marie Nussbaum.

## Architecture
Dès 1956, en raison notamment d'un manque d'espace, des démarches sont entreprises pour trouver un lieu mieux adapté et pérenne. Le comité décide de renoncer au local de l'Avenue Léopold-Robert 36. Durant quelques mois, le Club 44 se retrouve sans toit et les conférences sont données au Musée des beaux-arts ou encore au Musée d'histoire de La Chaux-de-Fonds. Une fondation indépendante est finalement créée pour permettre l'achat d'un local adapté et garantir l'indépendance du club à l'égard de l'entreprise Portescap ou de toute autre instance de financement. Ainsi, la Fondation du Club 44 acquiert les locaux du Cercle de l'Union, rue de la Serre 64. L'ancienne salle de spectacle est rénovée avec le concours de l'architecte Angelo Mangiarotti et du designer Bruno Morassutti. En septembre 1957, on inaugure la salle de conférence d'une capacité de 300 places, accompagnée d'un bar et de toilettes,. Ce nouveau lieu, sur mesure, est bien adapté pour les conférences et avec peu d'espaces clos il facilite le réseautage. Le confort du public est également pris en compte. De plus, les nouveaux locaux du Club 44 possèdent un dispositif d'enregistrement sonore des conférences qui sera utilisé dès lors. Enregistrées de façon systématiques, les conférences sont également filmées dès septembre 2014.
Le Club 44 est situé au premier étage (lieu public) et au deuxième étage (bureaux) de l'immeuble de la rue de la Serre 64.

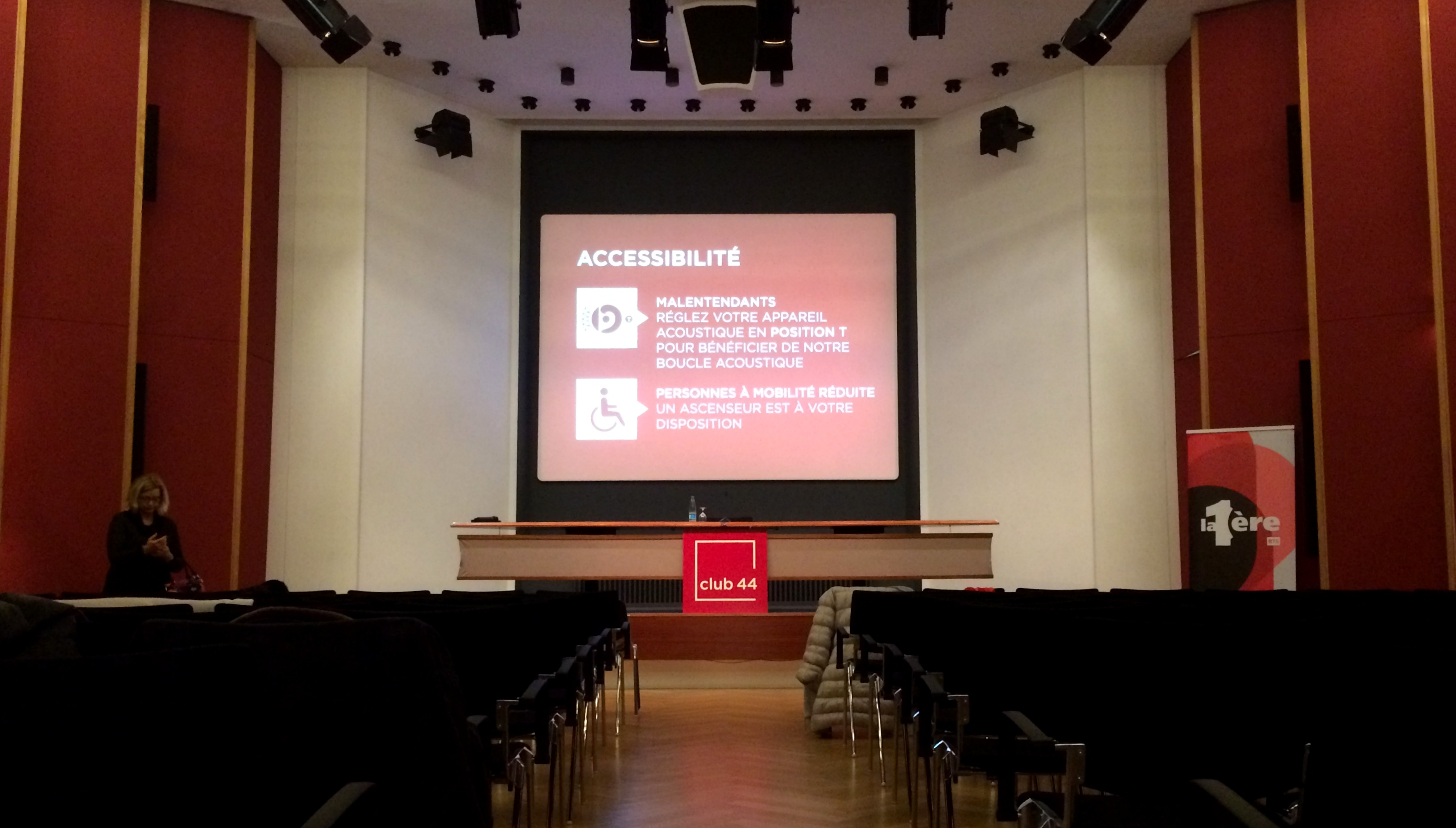
La salle des conférences

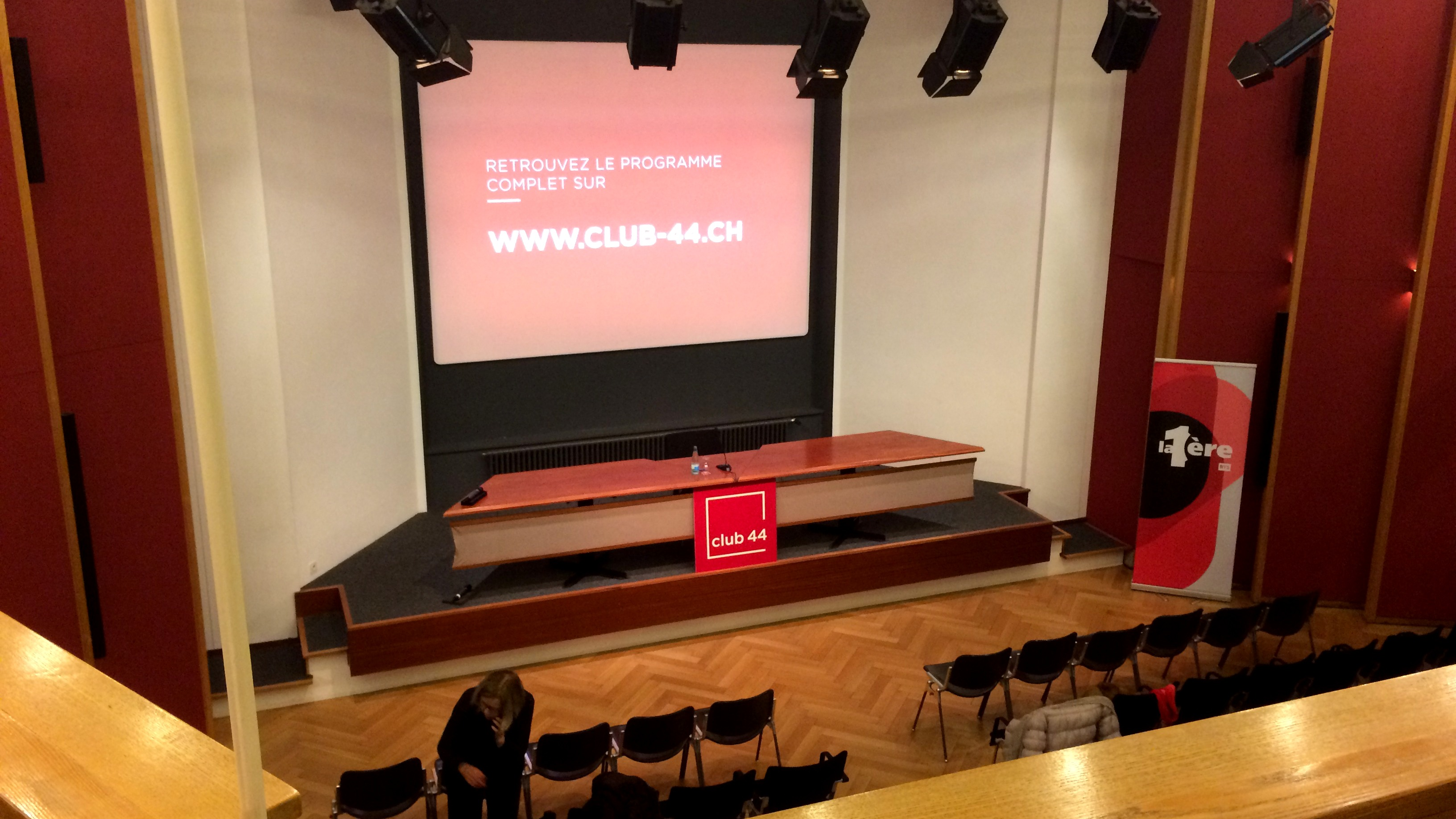
Salle des conférences (vue de l'étage supérieur)

Les différents espaces publics sont :
- La salle de conférence, de forme hexagonale, constituée d'un parterre et d'une galerie, partiellement séparée des autres espaces par des rideaux. Elle accueille environ 200 personnes. Une scène surélevée, meublée d'une table, permet aux conférenciers de bénéficier d'une vue d'ensemble sur la salle. La salle possède un équipement sonore complet ainsi qu'un beamer avec écran[3].
- L'espace des pas-perdus[28], autour de la salle de conférence, qui accueille des expositions temporaires.
- Le bar, situé dans l'entrée, ouvert sur les pas perdus. Il dispose d'un bar circulaire en acier inox ainsi que de petites tables basses et des fauteuils. Le mobilier a été choisi par Angelo Mangiarotti[26].

## Archives sonores
Depuis 1957, le Club 44 enregistre les conférences et autres activités qui se déroulent en ses murs. En 2002, ces archives sonores ont été déposées à la Bibliothèque de la Ville de La Chaux-de-Fonds. En 2006, ce fonds représentait 3 000 heures de conférences enregistrées depuis 1957 sur divers supports analogiques. Les conférences sont désormais numérisées,,, et depuis 2014 elles sont également filmées.
Ces archives sonores constituent aujourd'hui une source orale précieuse, non seulement pour l'histoire du Club 44 mais également pour l'histoire de la pensée européenne dès la deuxième moitié du XXe siècle.